# پل مک‌گیلیون
پل مک‌گیلیون (انگلیسی: Paul McGillion؛ زادهٔ ۵ ژانویهٔ ۱۹۶۹) هنرپیشه اهل کانادا است. وی از سال ۱۹۹۰ میلادی تاکنون مشغول فعالیت بوده است.
از فیلم‌هایی که وی در آن نقش داشته است، می‌توان به بدل و جادو فراتر از کلمات اشاره کرد.